# Generalski Stol
Generalski Stol je općina u Hrvatskoj, u Karlovačkoj županiji.

## Zemljopis
Općina Generalski Stol najvećim dijelm smještena je u međurječju rijeka Mrežnice i Dobre, na pola puta između Pokuplja i Dinarskog gorja i između većih centara Ogulina i Duge Rese. Kroz samo naselje Generalski Stol prolazi željeznička pruga Zagreb – Rijeka; Zagreb – Split.
Općina se prostire se na površini od 100 km2 te na nadmorskoj visini od 400 m. Prevladava umjereno kontinentalna prema planinsko-kontinentalnoj klimi. Količina oborina varira, a srednja godišnja temperatura iznosi 15 °C. Najtopliji mjeseci su srpanj i kolovoz, a najhladniji prosinac i siječanj. Veliki utjecaj na tu mikroklimu imaju i vodotoci ovoga kraja. Tlo u općini je pretežito blagi krš, a rijeke Mrežnica i Dobra obiluju sedrenim slapovima.

## Stanovništvo
Prema popisu stanovništva iz 2001. godine Hrvati čine apsolutnu većinu stanovništva općine Generalski Stol. Općina je imala 3199 stanovnika, raspoređenih u 25 naselja:
- Brcković Draga – 45
- Crno Kamanje – 20
- Dobrenići – 359
- Donje Bukovlje – 117
- Duga Gora – 114
- Erdelj – 476
- Generalski Stol – 650
- Goričice Dobranske – 63
- Gorinci – 115
- Gornje Bukovlje – 267
- Gornji Zvečaj – 191
- Gradišće – 66
- Jankovo Selište – 102
- Keići – 49
- Lipa – 47
- Lipov Pesak – 42
- Mateško Selo – 52
- Mrežnički Brest – 62
- Petrunići – 28
- Protulipa – 51
- Radočaji – 98
- Sarovo – 18
- Skukani – 62
- Tomašići – 86
- Trnovo – 19

### Generalski Stol (naseljeno mjesto)
- 2001. – 650
- 1991. – 712 (Hrvati – 662, Srbi – 32, ostali – 18)
- 1981. – 696 (Hrvati – 640, Srbi – 37, Jugoslaveni – 12, ostali – 7)
- 1971. – 689 (Hrvati – 625, Srbi – 55, ostali – 9)

## Uprava
Dužnost načelnika općine obnaša Alen Halar.

## Povijest
Područje općine ima dugu povijest naseljenosti čemu svjedoče povijesni ostatci, prije svega brojne crkve, spomenici i arheološki nalazi. Još u željezno doba područje današnje općine naseljavali su Japodi. U I. stoljeću prije Krista ovaj kraj osvajaju Rimljani te tako Japodi ulaze u sklop rimske provincije Ilirik. Rimljani su upravo kroz ovo područje gradili cestu od Senja prema Sisku i ostavili brojne arheološke ostatke. Nakon propasti Zapadnog Rimskog Carstva, rimska naselja bivaju spaljena i opustošena. 
Većina povijesnih zemljovida u periodu srednjega vijeka smješta područje općine u rubne teritorije srednjovjekovne banovine i/ili kraljevine Slavonije. 1094. godine osnovana je Zagrebačka biskupija kojoj je pripadao i današnji Generalski Stol. Sam Generalski Stol (tada Lipovac) "bio je u obsegu gospodštine Skradske, te je pripadao ujedno sa župnimi mjesti Lešćem (Tolići) i Lipom Zagrebačkoj biskupiji i županiji." Tijekom srednjega vijeka raste važnost područja općine kao križanje trgovačkih puteva, koji su ovim područjem prolazile prema moru. Osobito je bilo značajno trgovište u Lipi, koje je do turskih osvajanja bilo jedno od najunosnijih i najprometnijih križanja u ovom dijelu Hrvatske.
Oko 1408. godine po prvi puta prodiru Turci na ovo područje i pustoše ovim krajevima na putu prema Metlici. Knez Nikola Frankopan, ban hrvatski, postao je 1609. gospodarom starog Bosiljevačkog vlastelinstva i time područja današnje općine Generalski Stol. Turske provale dovele su do velikih promjena u sastavu stanovništva – stanovništvo današnje općine nije autohtono budući su Turci u više navrata spalili i odveli u ropstvo gotovo čitava sela. Opustošena sela su pod upravljanjem Frankopana naseljavana bjeguncima iz raznih krajeva u koje su Turci provalili, o čemu i danas svjedoče prezimena: Bosanci, Bišćani, Klokočki, Vitunjski, Blagajci. 
Krajem XVI. stoljeća osnovana je Vojna krajina sa sjedištem u Karlovcu, te je ovo područje postalo dio važnog obrambenog pravca od ostataka Europe. Tako u to vrijeme i sam general Vuk II. Krsto Frankopan odabire nekadašnje mjesto Lipovac za prostor gdje će imati sudbeni stol, tj. gdje će suditi, i navodno prema tome mjesto mijenja ime u Generalski Stol, kako se zove i danas. 
Nakon što je bečki dvor zatro lozu Frankopana, vlastelinska dobra na području današnje Općine Generalski Stol prisvaja Karlovačka soldateska, odnosno Karlovački general grof Ivan Josip Herberstein. General grof Herberstein, osim što pustoši ovim krajem, pokušava spriječiti prodaju Bosiljevačkog vlastelinstva od strane krune tadašnjem banu Nikoli III: Erdődyju, a sve za ga zadržati u Vojnoj krajini. U tome djelomično i uspijeva. Ban Nikola Erdődy preuzima Bosiljevačko vlastelinstvo, no iz Bosiljevačkog vlastelinstva izdvojen je dio sela istočno od rijeke Dobre i uključen u Vojnu krajinu. Vojna krajina prestala je s djelovanjem tek godine 1881., kada je car Franjo Josip proglasio njeno stavljanje pod hrvatsku upravu. 
Vojna krajina trajno je obilježila područje današnje općine kao pretežno siromašnog i od 19. stoljeća iseljeničkog kraja. Hrvatsku samostalnost područje općine dočekalo je kao periferija velike općine Duga Resa. Istočne granice današnje općine dodirivale su sam zapad okupiranih područja te je općina provela Domovinski rat izložena topničkim napadima, granatiranjima civilnih ciljeva i sličnim terorističkim akcijama. Ljudi općine dali su doprinos obrani zemlje sudjelujući u raznim postrojbama na Karlovačkom ratištu i oslobodilačkim akcijama uz nemale vojne i civilne žrtve rata.

## Gospodarstvo
Područje općine Generalski Stol značajno je prije svega kao tranzitno područje – kroz samo naselje prolazi danas elektrificirana želježnička pruga Zagreb-Rijeka; Zagreb-Split, kao i povijesno važna cestovna spona kontinentalne Hrvatske i Hrvatskog primorja – Jozefina. U blizini je (10 km) i autocesta Zagreb-Rijeka; Zagreb-Split. Također, trasa predviđene nove nizinske pruge Zagreb – Rijeka trebala bi se kretati istočnim rubom općine. Područje općine nikada nije značajnije industrijalizirano te na njemu danas ne djeluju značajnija poduzeća. 
Prirodne ljepote privlače nezanemariv broj posjetitelja te na području općine postoji velik broj vikend kuća, no turistički potencijali općine još uvijek nisu u značajnoj mjeri iskorišteni. Općinski program razvoja predviđa razvoj turizma i poljoprivrede kao glavnih gospodarskih djelatnosti u budućnosti.

## Spomenici i znamenitosti
Tragovi rimskih starina pronađeni su i na brdu Čatrnji kod Lešća, a prema predaji tu je stajao grad Levund, koji je uz modruški grd Širan bio najveći među Kupom i Kapelom. U Skubinovoj špilji pronađen je rimski novac iz II. stoljeća poslije Krista, kao i u Radočajima kod Lešća, te u Gradišću kod Lipe, gdje je na ostatcima nekadašnjeg prapovijesnog naselja uz novac ponađeno mnoštvo komada obrađenog željeza, ručki kotlova i sl. Isto tako je u Mateškom Selu kod srednjovjekovne crkvice nađen veći broj kamenih sarkofaga iz rimskog vremena. Nakon propasti Zapadnog Rimskog Carstva, rimska naselja bivaju spaljena i opustošena.
Od arheoloških nalaza iz vremena srednjega vijeka imamo ostatke crkve u nekadašnjem gradu Janjiću (dana dio sela Katići) srušene od strane Turaka oko 1683. godine, a o čemu svjedoče obrađeni kameni i pronađeni kalež.
U centru Generalskog Stola nalaze se ostatci-stepenice i dva kamena stupa, te sunčani sat.
- Most na Globornici
- Crkva sv. Antuna Padovanskog

Zaštitnik Općine Generalski Stol je Sv. Antun Padovanski, a dan Općine je 13. lipnja na dan proslave sveca zaštitnka.

## Obrazovanje
Na području općine djeluje Osnovna škola Generalski Stol u Generalskom Stolu osnovana 1833. godine. U sklopu Osnovne škole Generalski Stol djeluju tri područne škole: PŠ Toplice Lešće, PŠ Lipa i PŠ Bukovlje.

## Kultura
Na području općine djeluju KUD "Izvor" i KUD "Lipovac".

## Zdravstvo
U centru Generalskog stola postoji ambulanta Obiteljske medicine te Stomatološka ambulanta, a obje djeluju u sklopu Doma zdravlja Duga Resa. Najbliža bolnica općeg tipa je Opća bolnica Karlovac udaljena 24 km, zatim Opća bolnica i bolnica branitelja Ogulin udaljena 26 km, dok je Specijalna bolnica za produljeno liječenje Duga Resa udaljena 18 km. Na području općine postoji novi prostor predviđen za ljekarnu koji trenutno čeka ulagača.

## Šport
Na području općine djeluju športska društva:
- Športsko društvo "Generalski Stol"
- NK Tornado Lipa
- Lovačko društvo "Generalski Stol" (osnovano 1946. godine[6])
- Nagrada Generalskog Stola, automobilizam

## Vanjske poveznice
- Općina Generalski Stol
- Generalski Stol Hrvatska opća enciklopedija